# 黄师雍
黄师雍（？—？），字子敬，福建福州人，南宋官员。

## 生平
少从黄榦学。宝庆二年（1226年），中进士。后调楚州官属。当时李全的谋反意图已暴露，黄师雍秘密联合他部都统时青以防变。同时，青图之谋泄露，时青被李全所杀，而黄师雍不为所动，因而受到满朝官员的赞扬。但黄师雍因没去拜见当权的史弥远，故不得重用，被调往婺州教授学政。
黄师雍平时钦慕徐侨有清廉的声望；徐侨也器重师雍，屡称其贤。李宗勉曾在丞相乔行简面前竭力推荐黄师雍，恰逢黄师雍写信劝行简归老，行简不高兴，于是黄师雍又得不到提拔，只任龙溪转运使，后迁粮科院。该院靠近丞相府，新任的丞相史嵩之有意拉拢黄师雍，但黄师雍并不领情。后来史嵩之不断扩大自己的势力，博士刘应起首先上疏揭发他。黄师雍与刘应起像来友善，所以史嵩之也疑忌黄师雍，把其差派知兴化军。直至刘应起上台，黄师雍才升任宗正寺簿、监察御史。
不久朝中诸臣相继遭政敌弹劾而去职，黄师雍被孤立。后陈垓为监察御史，与鄭寀等四位官员合谋除去师雍。时遇大旱，朝廷求言于牟子才、李伯玉、卢钺，牟等提出郑寀、周坦系起灾的祸根。周坦等也造匿名信诬告牟子才等三人。黄师雍在皇帝面前揭发此匿名信是捏造事实，并说：“匿名信为律令所禁止，何以能直送皇上面前？”恰逢卢钺上疏赞誉黄师雍，郑宗告发卢钺与师雍结党，而皇帝不采纳，反而升黄师雍为左司谏。
黄师雍本来与丞相郑清之友好，但却弹劾郑的亲信刘和行、魏岘等人，引起郑清之的不满。郑寀为此指使自己的妻子到郑清之家对其妻子说：“师雍想搬倒台刘用行和魏岘，这是除去丞相的第一步。”这时恰逢皇帝将任命黄师雍为侍御史，郑清之便从中阻止，于是只封师雍为起居舍人兼侍讲。郑清之还希望黄师雍谪掉现职。不出数月，在周坦的弹劾下，黄师雍被降任宝文阁奉祠。后又被起用任左史，改江西转运使，迁礼部侍郎。最后一次任命下达时，黄师雍已卒于任上。死后祀乡贤。

## 延伸阅读
[在维基数据编辑]
 《宋史·卷424》，出自脱脱《宋史》